# Костромка (Бериславський район)
Костро́мка — село в Україні, у Великоолександрівській селищній громаді Бериславського району Херсонської області. Населення становить 181 осіб.

## Населення

### Мовний склад
Рідна мова населення за даними перепису 2001 року:
| Мова       | Чисельність, осіб | Доля     |
| ---------- | ----------------- | -------- |
| Українська | 173               | 95,58 %  |
| Російська  | 6                 | 3,31 %   |
| Молдовська | 2                 | 1,11 %   |
| Разом      | 181               | 100,00 % |

## Історія
12 червня 2020 року, відповідно до Розпорядження Кабінету Міністрів України від № 726-р «Про визначення адміністративних центрів та затвердження територій територіальних громад Херсонської області», увійшло до складу Великоолександрівської селищної громади.
19 липня 2020 року, в результаті адміністративно-територіальної реформи та ліквідації  Великоолександрівського району увійшло до складу Бериславського району.
Село тимчасово окуповане російськими військами наприкінці лютого 2022 року. Визволене Збройними силами України 10 листопада 2022 року в ході контрнаступу в Херсонській області.